# Anton Siebel
Anton Siebel (* Januar 1670 in Elberfeld, (heute Stadtteil von Wuppertal); † Juni 1721 ebenda) war Bürgermeister in Elberfeld.
Anton Siebel entstammte durch seinen Vater Abraham Siebel (1643–1717) einer alten Elberfelder Kaufmannsfamilie, die im öffentlichen Leben der Stadt selten erwähnt wird. In den Jahren 1708–1715 und nach dem Bürgermeisteramt von 1717 bis 1721 gehörte er als Ratsverwandter dem Rat der Stadt Elberfeld an und bekleidete 1717 das Amt des Stadtrichters. Durch Heirat 1691 mit Anna Margareta von Carnap (1671–1736), der Nichte des sechsfachen Bürgermeisters Kaspar von Carnap (1648–1727) vervetterte und verschwägerte er sich in die Carnapschen Kreise und seine Zugehörigkeit zur führenden Schicht des damaligen Elberfeld war damit gegeben. Mit seiner Frau Anna hatte er zehn Kinder, von denen drei im Kindesalter starben. Sein Sohn Abraham Siebel wurde dreimal zum Bürgermeister ernannt.